# Bart Van Leemputten
Bart Van Leemputten (Holsbeek, 23 april 1966) is een Belgisch film- en televisieregisseur. Hij werkt bij Studio 100. Hij begon in 1989 bij de toenmalige BRT als eindregisseur. Toen Studio 100 werd opgericht maakte hij de overstap en werd huisregisseur van dit bedrijf. Hij studeerde aan het Royal Institute for Theatre, Cinema and Sound (RITCS) te Brussel.

## Series
Bart Van Leemputten regisseerde vanaf 1989 de kinderserie Samson & Gert, en in 1997 Kabouter Plop. In 1999 regisseerde hij ook Wizzy en Woppy en vanaf 2001 Piet Piraat. Tussen 2002 en 2008 maakt hij zes seizoenen van de tienersoap Spring. In 2007 en 2008 regisseerde hij een aantal afleveringen van Mega Mindy. In 2009 regisseerde hij de avonturen van clowntje Dobus. In 2010 maakte hij ook Hallo K3! mee. In 2012 regisseerde Van Leemputten Jabaloe. Hij regisseerde alle afleveringen van Prinsessia voor Ketnet van 2014 tot 2016. Avonturen van de bionische hond Kosmoo werden van 2016 tot 2018 onder andere door hem geregisseerd.
- Samson en Gert, 1990-2006, 2014, 2017
- Kabouter Plop, 1997-2004
- Piet Piraat, 2001-2004
- Spring, 2002-2008
- Mega Mindy, 2007-2008
- Dobus, 2009-2010
- Hallo K3!, 2010-2012
- Bobo, 2011-2012
- Jabaloe, 2012-2014
- Prinsessia, 2014-2016
- Kosmoo, 2016-2019
- K3 Roller Disco, 2018-2020
- Samson en Marie, 2020-heden[1]
- Gamekeepers, 2021-2024

## Films
Van Leemputten maakte in 1999 de eerste Plopfilm, De Kabouterschat, en in 2000 Plop in de Wolken. In 2005 regisseerde hij Piet Piraat en de betoverde kroon, wat de eerste film over Piet Piraat was, en in 2006 Piet Piraat en het vliegende schip. In het najaar van 2007 regisseerde hij de Samson en Gert-film Hotel op stelten, die in 2008 verscheen. In dat jaar regisseerde Van Leemputten ook de derde Piet Piraatfilm Piet Piraat en het zwaard van Zilvertand. In 2009 regisseerde Van Leemputten de achtste film van Kabouter Plop, Plop en de kabouterbaby. In 2012 regisseerde Van Leemputten de vierde film van K3, maar de eerste met Josje, K3 Bengeltjes. In 2013 maakte Van Leemputten de vierde film over Piet Piraat, Piet Piraat en het zeemonster. In 2014 verscheen de vijfde film van K3, ook door Van Leemputten geregisseerd: K3 Dierenhotel.
- De Kabouterschat, 1999
- Plop in de Wolken, 2000
- Piet Piraat en de betoverde kroon, 2005
- Piet Piraat en het vliegende schip, 2006
- Hotel op stelten, 2008
- Piet Piraat en het zwaard van Zilvertand, 2008
- Plop en de kabouterbaby, 2009
- K3 Bengeltjes, 2012
- Piet Piraat en het zeemonster, 2013
- K3 Dierenhotel, 2014
- K3: Dans van de Farao, 2020
- K3 en het Lied van de Zeemeermin, 2024

## Trivia
- Van Leemputten heeft ook een gastrol in Spring gespeeld, als een rechercheur.
- In de videoclip van Samson & Gert "10 Miljoen" speelt Bart Van Leemputten een rijke man, eveneens Bart genaamd.
- In 2012 neemt hij de mannelijke stem van Kristel voor zijn rekening in de film K3 Bengeltjes.
- Van Leemputten doet ook aan voice acting: Zo gaf hij een stem aan o.a. Kurt en Prikkie in de Vlaamse versie van de animatiereeks Maya De Bij. In de tweede Mayafilm, De Honingspelen (2018) neemt hij de rol van presentator (Bidsprinkhaan) voor zijn rekening. In de Vlaamse Wickie-animatiereeks speelt hij Faxe.
- Bart Van Leemputten speelde soms een gastrol in afleveringen van Samson & Gert, onder andere als klant bij Alberto.
- In 2020 spreekt hij de stem in van Dromedaris Freddy in de film K3: Dans van de Farao.

- International Standard Name Identifier: 0000 0003 6909 3834
- Nederlandse Thesaurus van Auteursnamen: 100900461
- Virtual International Authority File: 283417869
- WorldCat: E39PBJwdjvVHxy7BXfxT7QY773